# Mannesmann

Mannesmanns logotyp.

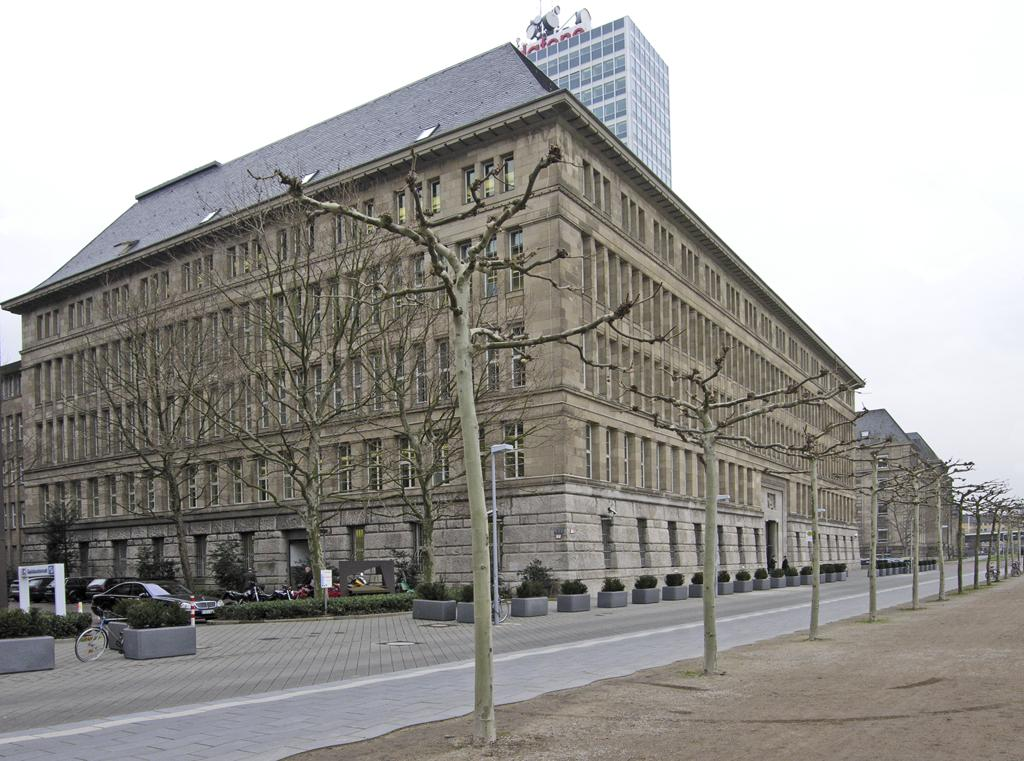
Mannesmann-Haus i Düsseldorf från 1911-1912, arkitekt: Peter Behrens

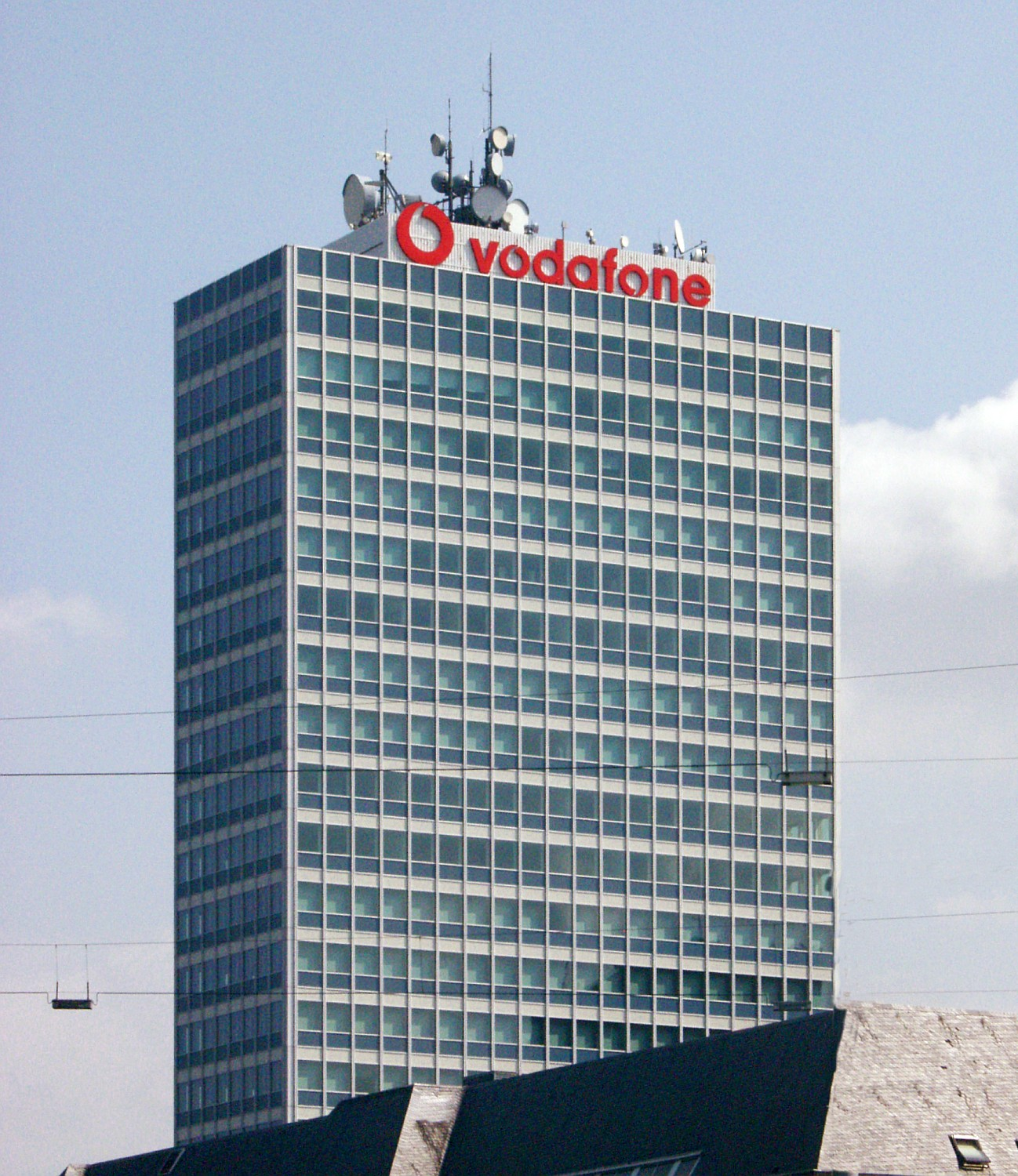
Mannesmann-Hochhaus, idag Vodafone-Hochhaus i Düsseldorf från 1958 som ritades av Paul Schneider-Esleben

Mannesmann AG var en tysk industrikoncern med huvudkontor i Düsseldorf som försvann 2001 sedan Vodafone tagit kontroll över koncernen.
Mannesmann blev känt under senare år för den stora och lyckade omvandlingen av koncernen från tung verkstadsindustri till framgångsrik mobiltelefonoperatör. 

## Historia
Mannesmann grundades av bröderna Reinhard (1856-1922) och Max Mannesmann (1857-1915) från Remscheid. Man tog fram sömlösa rör och har gett namn åt en typ av valsverk, Mannesmann-valsverk.
1908 tog företaget namnet Mannesmannröhren-Werke AG. Under de kommande åren gick företaget från att syssla med stålbearbetning till en järn- och stålkoncern. Man tog över kolgruovor och uppförde stålproduktion i Saarbrücken, Gelsenkirchen och Duisburg. Från 1913 ägde man även lastbils- och nyttofordonstillverkaren Mannesmann-Mulag.

### Diversifiering
Mannesmann började under 1970- och 1980-talet att diversifiera koncernen och investera i för företaget nya branscher. Man köpte upp Rexroth, Demag och Krauss-Maffei inom maskintillverkning och köpte samtidigt upp underleverantörer till bilindustrin som Kienzle Apparate, Fichtel & Sachs, VDO och Boge GmbH. Mannesmann hade 1990 blivit en bred teknologikoncern. 
De stora framgångarna för företaget kom dock när man köpte licensen för att bygga ut det första privata mobiltelefonnätet i Tyskland, D2 som Mannesmann Mobilfunk kallade sig. Under 1990-talet firade man stora framgångar och telekommunikation kom att dominera koncernen. Det var också det som gjorde brittiska Vodafone intresserade av koncernen 1999. 1999 skapades en ny koncerndel, Mannesmann Atecs, för att samla verksamheterna som inte var telekommunikation.

### Uppdelningen av Mannesmann
Mannesmannkoncernen splittrades i samband med att Vodafone tog över koncernen 2000. Vodafone tog hand om Mannesmann kommunikationsdel som integrerades helt i den egna organisationen och sålde av de övriga delarna av koncernen. Delar av Mannesmann Atecs togs över av ett konsortium kontrollerat av Siemens AG och Bosch. Dessa delade i sin tur upp de enskilda bolagen mellan sig. Bolagen sålde eller delades upp, bl.a. Mannesmannröhren-Werke AG som blev en del av Salzgitter AG och Mannesmann Sachs blev en del av dagens ZF Sachs AG.
2001 hölls den sista bolagsstämman i Mannesmanns historia då man bl.a. beslöt om att bli Vodafone Tyskland.